# Sal ahumada

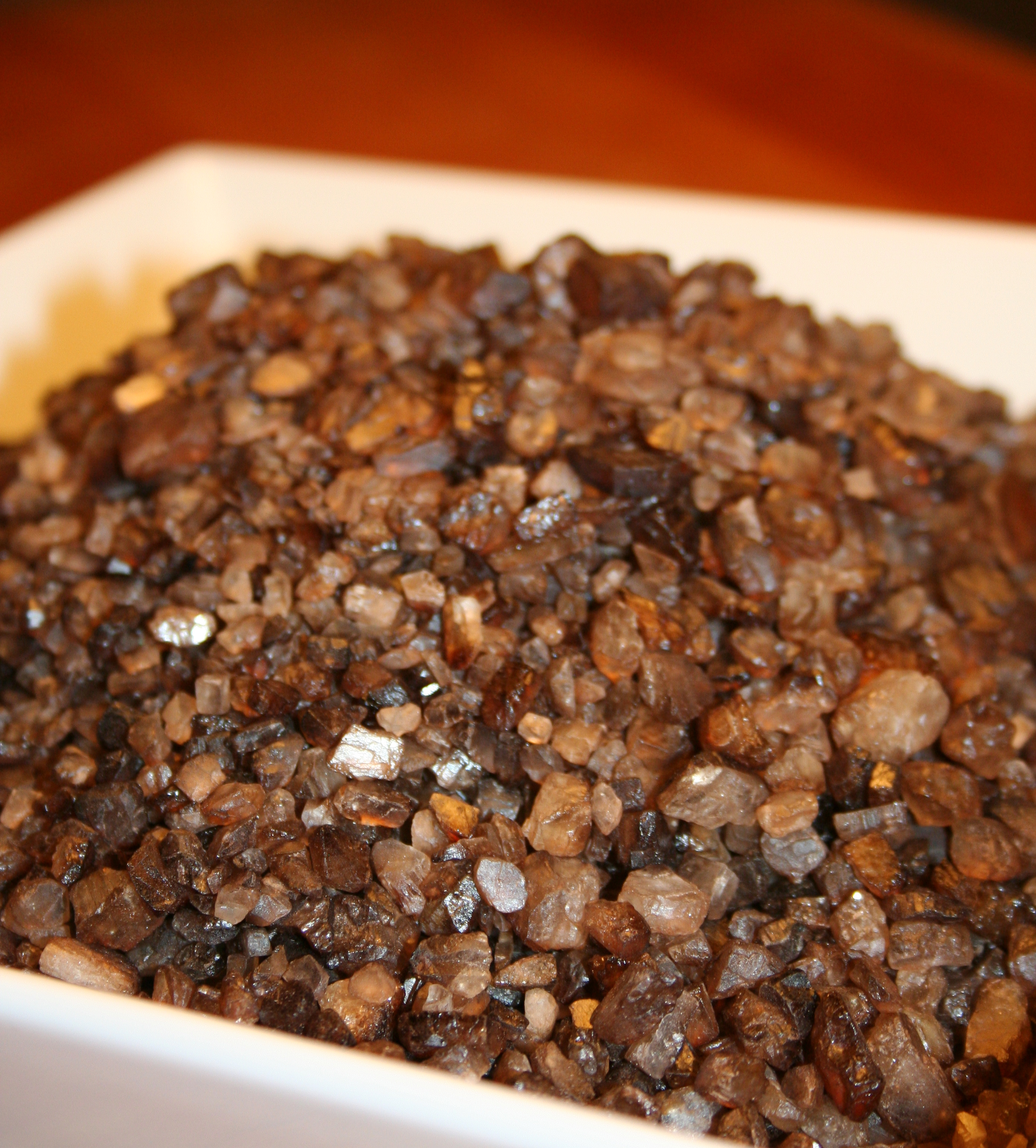
Sal ahumada.

La sal ahumada es una sal empleada como condimento debido a que tiene un fuerte olor a ahumado. Esta sal se emplea fundamentalmente en la cocina para dar al mismo tiempo sabor salado y un olor ahumado, es por esta razón que se emplea también como especia. Es un ingrediente muy habitual en los platos de la cocina de Estados Unidos.

## Elaboración
En algunos casos no es un producto natural, existiendo diferentes formas de manufactura:
1. Ahumar la sal como cualquier otro producto del mismo tipo, colocándolo en un entorno de gran densidad de humo.[1]
2. Recubrir la sal con un aceite con aromas ahumados
3. Mezclar la sal con un saborizante de humo basado en la maltodextrina

Existen diferentes tipos de sales ahumadas en las cocinas de todo el mundo, por ejemplo en la isla de Bali (Indonesia) se elabora una sal ahumada con el humo del coco y la lima, es una sal de tamaño grande y se muele fácilmente.

## Usos
Utilizada para la preparación de carne (generalmente asados como el pollo asado, carne a la parrilla, etcétera), verduras a la parrilla, o pescados (se aconseja cuando se cocina salmón). Se puede sazonar por ejemplo un aperitivo de foie gras, una escalivada, etcétera. llegando algunos usos a sazonar sándwiches o ensaladas. Es empleado también cuando se desea dar un aroma «casero» a algunas sopas, ensaladas, pasta etc. Se suele emplear en las cocinas vegetarianas para simular sabores cárnicos.